# زیتون‌وش مینیون
زیتون‌وش مینیون (نام علمی: Elaeocarpus sedentarius) نام یک گونه از سرده زیتون‌وش‌ها است.